# Улица Родченко
У́лица Ро́дченко — улица на юге Москвы в Даниловском районе Южного административного округа от набережной Марка Шагала до улицы Архитектора Леонидова.

## Происхождение названия
Улица (ранее Проектируемый проезд № 7014) получила название в марте 2016 года в честь русского советского живописца, графика, скульптора, одного из основоположников конструктивизма Александра Родченко (1891—1956). Одновременно 14 улиц в районе бывшей промышленной зоны завода имени Лихачева («ЗИЛ») названы именами известных художников и архитекторов XX века в связи с тем, что на этой территории планируется создать музей «Эрмитаж-Москва», где выставят коллекции современного искусства, а также откроют кукольный и драматический театры. Параллельная улица получила имя жены и соратницы Родченко Варвары Степановой (1894—1958).

## Описание
Улица начинается от набережной Марка Шагала, проходит на восток, пересекает улицы Архитектора Гинзбурга, Архитектора Голосова, Архитектора Щусева, Архитектора Мельникова и бульвар Братьев Весниных; заканчивается на улице Архитектора Леонидова.